# Retrato del Marqués de San Adrián
El Retrato del marqués de San Adrián fue realizado por Francisco de Goya en 1804. Se encuentra, desde el 20 de octubre de 1966, en el Museo de Navarra en Pamplona, Navarra (España). Se trata del retrato del V marqués de San Adrián, José María Magallón y Armendáriz con unos 39 añosque, gracias a «su matrimonio con la marquesa de Santiago» se codeó «con la aristocracia y el mundo intelectual de la Corte, como Goya, que debió tenerle gran estima a la vista de la sinceridad del retrato.» El cuadro se encuentra en la tercera planta del museo.

## Descripción
Es uno de los retratos más logrados del artista, cuya composición se inspira en los retratos británicos, obra de gran delicadeza y elegancia, armonía de colorido y naturalidad. El pintor «le retrata como caballero aristócrata y culto» tanto por su indumentaria (botas, ropa y fusta de montar) como por el libro entreabierto en su mano izquierda, cuidando «su porte distinguido».La actitud de José María de Magallón y Armendáriz denota «elegancia e indolencia, viste traje de montar con pantalón de pana y empuña una fusta y un libro».
El telón de fondo se completa con un paisaje con una «luz amortiguada por el anochecer» junto con el pilón que sirve de apoyo, «apenas esbozado» frente a los cuales resalta «en valiente contraluz, la figura del personaje y, en concreto, su sofisticada postura y las calidades materiales de su indumentaria.» A este respecto destaca el historiador del arte, Fco. Javier Zubiaur «la paleta de tierras dominante, animada por trazos de amarillo y blanco bien matizados por esa calculada luz que se dirige frontalmente a la figura.» En su análisis de la pintura, este especialista añade esta nota:

Los brillos reflejados por la luz en los objetos permiten a Goya recrearse en detalles y materias con cierta sensualidad: el cuero de las botas, el terciopelo del pantalón, los pliegues de su chaleco de amplias solapas, el pañuelo enlazado al cuello, la bien enfundada levita, el librito de tapas duras entreabierto por uno de sus dedos, el sombrero de fieltro oscuro colocado sobre el pilón, y la encarnadura un tanto pálida del rostro del personaje animada en orejas y labios por la transparencia del substrato de arcilla de la imprimación del lienzo, más el cabello castaño ligeramente caído sobre la frente, mirada profunda y atenta al trabajo del retratista. La espontaneidad del trazo, que vela los colores con ligero rastreado de pincel, alcanzando efectos impresionistas en seda y cabellos, la actitud de pose altanera del Marqués y la disposición del atrezzo supeditado al protagonista del cuadro, prefiguran la disposición característica que más tarde exigirá el retrato fotográfico, y que se dirige a sugerir la profunda complejidad psicológica.
Fco. Javier Zubiaur Carreño, Retrato del Marqués de San Adrián, 2013

## Valor del cuadro
La realización del cuadro en 1804 «evidencia el encumbramiento del marqués de San Adrián, desde 1799 en posesión del título, con grandeza de España a partir de 1802». El artista aragonés igualmente realizó otro retrato a la marquesa de Santiago, su mujer, aunque de inferior calidad. Esta obra «se enmarca en el período de madurez de Goya» (1803-1807), en lo referente al retrato de miembros de la nobleza y adinerados burgueses. Es palpable «la influencia del elegante retrato inglés, que destaca en los efigiados gestos y actitudes un tanto formalistas a medio camino entre la distinción y el amaneramiento, peligro del que escapa el del Marqués de San Adrián por las características ya apuntadas.»